# Rhamphomyia flavirostris
Rhamphomyia flavirostris är en tvåvingeart som beskrevs av Walker 1849. Rhamphomyia flavirostris ingår i släktet Rhamphomyia och familjen dansflugor.
Artens utbredningsområde är Alaska. Inga underarter finns listade i Catalogue of Life.